# ロバート・カリュー (第2代カリュー男爵)

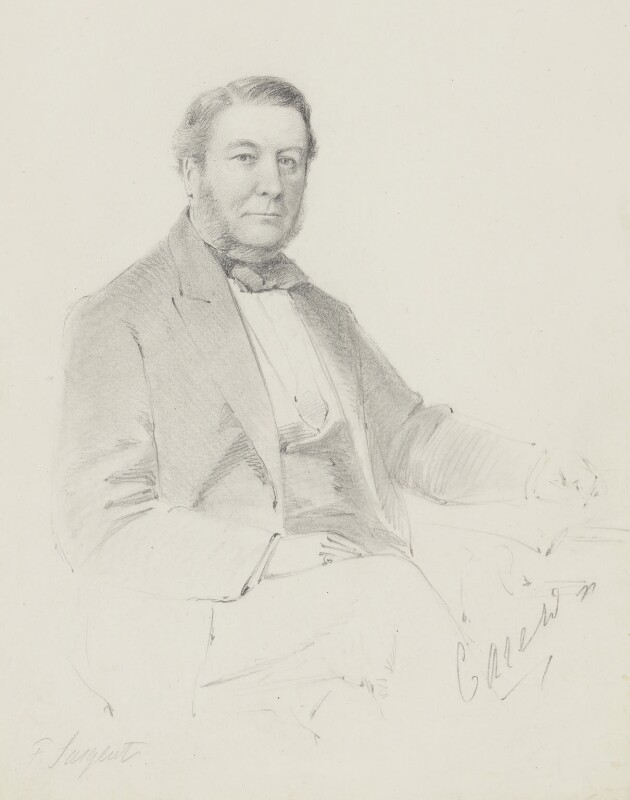
フレデリック・サージェント（Frederick Sargent）による肖像素描、おそらく1870年代の作品。

第2代カリュー男爵ロバート・シャップランド・カリュー（英語: Robert Shapland Carew, 2nd Baron Carew KP、1818年1月28日 ダブリン – 1881年9月8日 ベルグレイヴィア）は、イギリスの貴族、政治家。1840年から1847年まで庶民院議員を務めた。

## 生涯
初代カリュー男爵ロバート・シャップランド・カリューと妻ジェーン・キャサリン（Jane Catherine、旧姓クリフ（Cliffe）、1798年12月 – 1901年11月12日、アンソニー・クリフの娘）の息子として、1818年1月28日にダブリンで生まれた。イートン・カレッジで教育を受けた後、1836年1月23日にオックスフォード大学クライスト・チャーチに入学した。
ホイッグ党に所属し、1840年から1847年までカウンティ・ウォーターフォード選挙区の代表として庶民院議員を務めた。
1847年4月5日、ウェックスフォード民兵隊隊長に任命された。1849年、ウォーターフォード県長官を務めた。ほかにもウォーターフォード県の治安判事、ウェックスフォード県長官を歴任した。
1856年6月2日に父が死去すると、カリュー男爵位を継承した。同年7月5日にウェックスフォード統監に任命され、1881年に死去するまで務めた。1859年1月12日、ウェックスフォード首席治安判事に任命された。
1872年2月29日、聖パトリック勲章を授与された。
1876年時点でウェックスフォード県に17,830エーカーの、ウォーターフォード県に1,953エーカーの、クイーンズ・カウンティ（現リーシュ県）に1,098エーカーの、ウォーターフォード市に1エーカーの領地を所有し、合計で年収11,714ポンド相当だった。
1881年9月8日にベルグレイヴィアのベルグレイヴ・スクエア28号で死去、カースル・ボロで埋葬された。長男ロバート・シャップランド・ジョージ・ジュリアンが爵位を継承した。

## 家族
1844年7月16日、エミリー・アン・フィリップス（Emily Anne Philips、1899年11月24日没、第2代準男爵サー・ジョージ・リチャード・フィリップスの娘）と結婚、2男をもうけた。
- ロバート・シャップランド・ジョージ・ジュリアン（1860年6月15日 – 1923年4月29日） - 第3代カリュー男爵[9]
- ジョージ・パトリック・ジョン（1863年2月1日 – 1926年4月21日） - 第4代カリュー男爵[10]